# Dizə (Culfa)
Dizə è un comune dell'Azerbaigian situato nel distretto di Culfa.